# IGS (entreprise)
Pour les articles homonymes, voir IGS.
Pour la société japonaise de développement et d'édition de jeux vidéo, voir Information Global Service.
IGS (International Games System Co., Ltd.) est une société taïwanaise fondée en novembre 1989, spécialisée dans le développement de jeux vidéo en arcade et de jeux vidéo online sur PC.

## Historique
IGS est créée en octobre 1991 dans le but de développer des jeux d'arcade chinois d'une qualité suffisante pour pouvoir concurrencer le monopole japonais sur le marché des jeux d'arcade. En 1992, IGS sort son premier jeu de combat, Alien Challenge, puis un an plus tard le quiz Dragon World,.
En 1996, IGS crée le système PGM (Polygame Master), un système à cartouches pour bornes d'arcade très largement inspiré du système d'arcade à succès Neo-Geo MVS de la société japonaise SNK. Afin de s'assurer du succès du système PGM, IGS développera des jeux de qualité mais de facture classique : des jeux de combat (The Killing Blade et Martial Masters,), des beat'em all (Knights of Valour sur Atomiswave et Oriental Legends), des casse-tête (Puzzle Star et Puzzli 2), des quiz, et même un jeu très inspiré du jeu Neo-Geo Metal Slug et Demon Front, afin d'avoir une ludothèque aussi proche que possible de celle de la Neo-Geo. Aussi, IGS achètera à la société japonaise Cave le droit d'utiliser la célèbre licence DoDonpachi dans un jeu développé en interne sur PGM : DoDonPachi II: Bee Storm.
En 2000, avec le jeu de musique Rock fever, IGS se lance dans le développement de jeux musicaux, un genre en vogue depuis le Dance Dance Revolution (1998) de Konami. Suivront une multitude d'opus Rock Fever et bien d'autres jeux musicaux développés par IGS (Crazy Dance, Fighting Club et Percussion Master), pour la plupart très inspirés par les jeux musicaux japonais. Au fil des ans, IGS continue d'élargir son offre de jeux avec des jeux vidéo sur écran tactile (EZ Touch 2) et des jeux de course (Top Driver).
En parallèle, IGS élargit ses activités avec, à partir de 2000, le développement d'une multitude de jeux PC et en 2002 le développement de jeux PC se jouant en ligne, des jeux totalement méconnus en occident.
La société est en pleine croissance. Le nombre d'employés est passé de 240 à 388 en un peu plus d'un an. La société est cotée en bourse depuis 2004, et l'action a gagné +145,4 % en 54 semaines.
En 2007, IGS lance le PGM 2 avec comme premier jeu Oriental Legend 2.